# 共和国保安队
共和国保安队（法語：Compagnies républicaines de sécurité）是法国国家警察下属的一支专门部队。保安队的主要职责是维持或重建公共秩序与安全，也参与道路交通与高山海滩等其他任务。共和国保安队创建于1944年12月8日。